# Casting (wędkarstwo rzutowe)
Casting (z angielskiego: rzut, rzucanie; wymowa: kasting) – dyscyplina sportowa, wędkarstwo rzutowe.
Polega na rzucaniu lekką muszką lub ciężarkiem do celu, którym są tarcze. Ocenie podlega celność lub odległość wykonywanych rzutów. Jest dyscypliną, w której wykorzystuje się najważniejsze techniki wędkarskie: muchową i spinningową.
Casting wywodzi się z amatorskiego połowu ryb.
Początki dyscypliny: w Europie od końca XIX wieku; w Polsce od 1950 roku, od czasu założenia Polskiego Związku Wędkarskiego.
Zawody rozgrywane są w kategorii kobiet i mężczyzn.
W kategorii kobiet rozgrywa się wieloboje składające się z 7 konkurencji, a w kategorii mężczyzn z 9 konkurencji.
Konkurencje castingu dzielą się na:
- konkurencje muchowe – wykorzystujące techniki wędkarstwa muchowego; polegają na wykonywaniu rzutów do celu – tarcz oraz na odległość.

- konkurencje spinningowe – wykorzystujące techniki spinningowe; polegają na wykonywaniu rzutów do celu – tarcz oraz rzutów na odległość.

- konkurencje multiplikatorowe – wykorzystują techniki multiplikatorowe, polegają na wykonywaniu rzutów do celu – tarcz oraz na odległość przy użyciu specjalnego typu kołowrotka zwanego multiplikatorem.

## Znani zawodnicy
- W Polsce
  - Iwona Bialik – mistrzyni Europy, członek kadry narodowej seniorów.
  - Jacek Kuza – mistrz świata, mistrz World Games 2001 (Akita, Japonia), członek kadry narodowej seniorów, aktualny rekordzista Polski w pięcioboju: 555,135 pkt.
  - Włodzimierz Targosz – mistrz świata (World Games 2005, Duisburg, Niemcy)